# Cootamundra

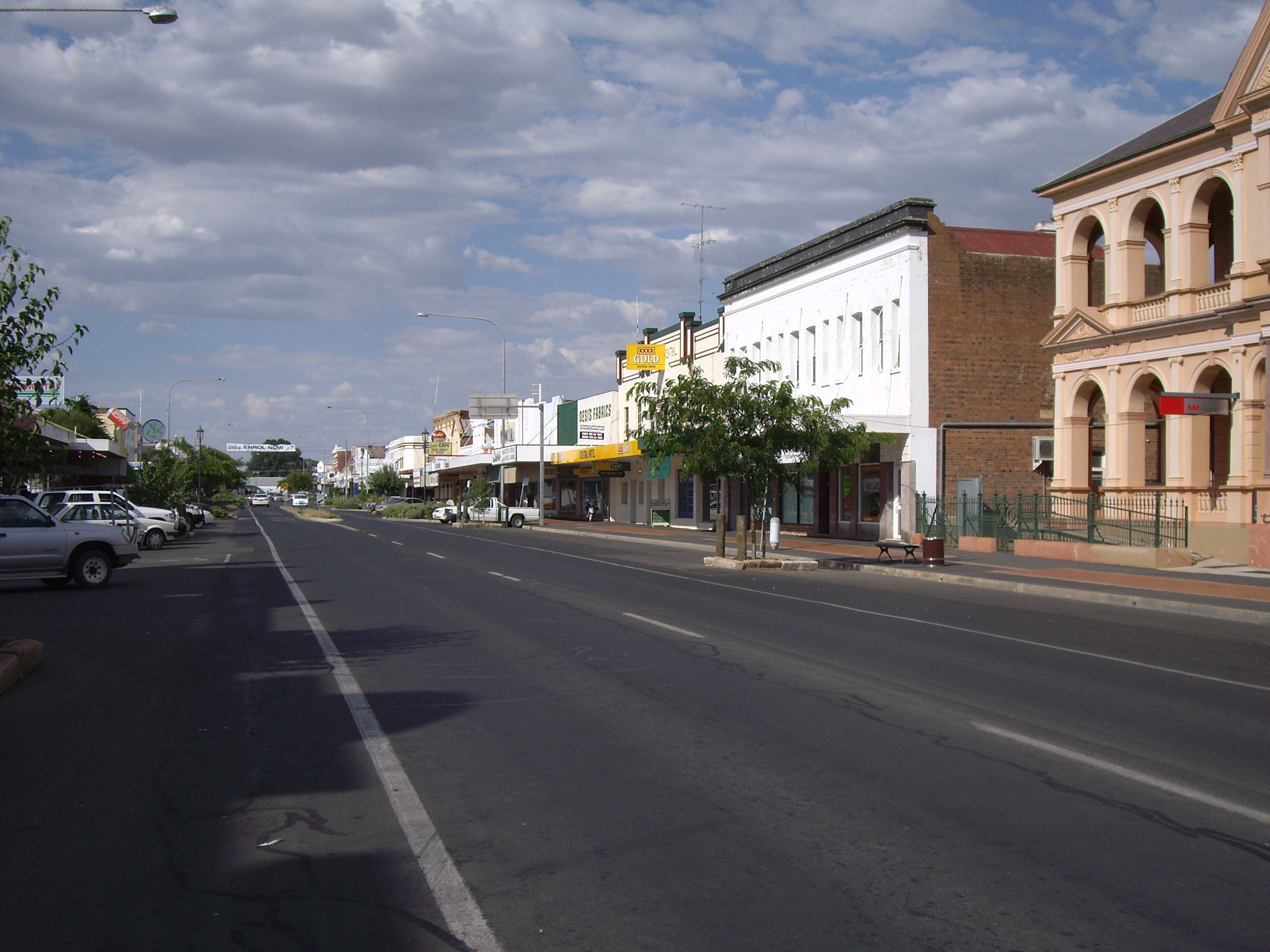
Strada principale di Cootamundra

Cootamundra è una città è un'area di governo locale della regione di South West Slopes del Nuovo Galles del Sud in Australia.
Al censimento del 2006, aveva una popolazione di 5 579 abitanti.
È situata lungo l'autostrada Olympic Highway (Autostrada olimpica) nel punto in cui si incrocia con Muttama Creek tra Junee e Cowra.
Cootamundra è il luogo in cui è nato Sir Donald Bradman AC, un giocatore di cricket australiano conosciuto come il più grande battitore di tutti i tempi. In città è presente anche il museo Donald Bradman Birthplace Museum.
Cootamundra è anche il luogo della Acacia baileyana.